# Pravdiniana
Pravdiniana is een geslacht van rechtvleugeligen uit de familie sabelsprinkhanen (Tettigoniidae). De wetenschappelijke naam van dit geslacht is voor het eerst geldig gepubliceerd in 1992 door Sergeev & Pokivajlov.

## Soorten
Het geslacht Pravdiniana  is monotypisch en omvat slechts de volgende soort:
- Pravdiniana mira (Sergeev & Pokivajlov, 1992)